# Parachelifer parvus
Espèce
Parachelifer parvus est une espèce de pseudoscorpions de la famille des Cheliferidae.

## Distribution
Cette espèce est endémique de Saint John aux îles Vierges des États-Unis.

## Description
Le mâle holotype mesure 1,9 mm.

## Publication originale
- Muchmore, 1981 : Pseudoscorpions from Florida and the Caribbean area. 11. A new Parachelifer from the Virgin Islands (Cheliferidae). Florida Entomologist, vol. 64, p. 189-191 (texte intégral).